# Полковник-Чолаково
Полковник-Чолаково (болг. Полковник Чолаково) — село в Болгарии. Находится в Силистренской области, входит в общину Кайнарджа. Население составляет 211 человек.

## Политическая ситуация
В местном кметстве Полковник-Чолаково, в состав которого входит Полковник-Чолаково, должность кмета (старосты) исполняет Ведат Сали Ахмед (Болгарский земледельческий народный союз (БЗНС)) по результатам выборов правления кметства.
Кмет (мэр) общины Кайнарджа — Любен Жеков Сивев (инициативный комитет) по результатам выборов в правление общины.